# Мархаші
Мархаші (у ранніх джерелах — Варахсе) — місто-держава, що існувала у 3-му тисячолітті до н. е. Розташовувалось на схід від Еламу на Іранському нагір'ї. Відоме з месопотамських джерел. Точне місцезнаходження нині не встановлено. Низка дослідників відносять його до Джирофтської культури.

## Згадки
Відомо, що царі Аванської династії Еламу протистояли спробам шумерських правителів захопити ринок у Варахсе — царстві на схід від Еламу, багатому на вироби розкоші різного роду, особливо — на коштовне каміння. За часів Аккадської імперії царство Варахсе завоював Саргон Великий. Після цього Сідгау, правитель Варахсе, у союзі з Лух-ішаном з Авана, безуспішно повставав проти Рімуша, а Хішеп-ратепа з Авана, у союзі з Варахсе, розгромив Нарам-Суена.
Цар Шульгі з третьої династії Ура видав свою дочку Ніаліммідашу за царя Лібанукшабаша з Мархаші, намагаючись створити альянс, який виявився недовговічним, оскільки з написів спадкоємця Шульгі, Амар-Сіна, відомо про його війну проти нового царя Мархаші, Арвілукпі.
У подальшому Іббі-Сін і Хамурапі згадували Мархаші у зв'язку з розмежуванням східного кордону в Еламі. На відміну від цього, Іллумутабіл (Ilummutabil), правитель Дера, у своєму написі казав про свою перемогу над Еламом, Мархаші та Сімашкі. Після цього Мархаші практично не згадується у месопотамських текстах.
Наразі матеріальні пам'ятки, що належать до Мархаші, не знайдені. Низка археологів ототожнюють його з археологічною пам'яткою Конар-Сандал в Ірані.